# ادگار باریر
ادگار باریر (انگلیسی: Edgar Barrier؛ ۴ مارس ۱۹۰۷ – ۲۰ ژوئن ۱۹۶۴) هنرپیشه اهل ایالات متحده آمریکا بود. وی بین سال‌های ۱۹۳۲ تا ۱۹۶۴ میلادی فعالیت می‌کرد.

## گزیده فیلمشناسی
- رفیق ایکس (۱۹۴۰)
- غرور یانکی‌ها (۱۹۴۲)
- شرلوک هولمز و بانگ وحشت (۱۹۴۲)
- شب‌های عربی (۱۹۴۲)
- شبح اپرا (۱۹۴۳)
- شکار مرگبار (۱۹۴۵)
- تارزان و زن پلنگی (۱۹۴۶)
- مکبث (۱۹۴۸)
- هنگ خودسر (۱۹۴۸)
- سیرانو دو برژراک (۱۹۵۰)
- مقصد گوبی (۱۹۵۳)
- جنگ دنیاها (۱۹۵۳)
- شمشیر طلایی (۱۹۵۳)
- ایرما خوشگله (۱۹۶۳)